# RPIA
RPIA (англ. Ribose 5-phosphate isomerase A) – білок, який кодується однойменним геном, розташованим у людей на 2-й хромосомі. Довжина поліпептидного ланцюга білка становить 311 амінокислот, а молекулярна маса — 33 269.
| 10         |  | 20         |  | 30         |  | 40         |  | 50         |
| ---------- |  | ---------- |  | ---------- |  | ---------- |  | ---------- |
| MQRPGPFSTL |  | YGRVLAPLPG |  | RAGGAASGGG |  | GNSWDLPGSH |  | VRLPGRAQSG |
| TRGGAGNTST |  | SCGDSNSICP |  | APSTMSKAEE |  | AKKLAGRAAV |  | ENHVRNNQVL |
| GIGSGSTIVH |  | AVQRIAERVK |  | QENLNLVCIP |  | TSFQARQLIL |  | QYGLTLSDLD |
| RHPEIDLAID |  | GADEVDADLN |  | LIKGGGGCLT |  | QEKIVAGYAS |  | RFIVIADFRK |
| DSKNLGDQWH |  | KGIPIEVIPM |  | AYVPVSRAVS |  | QKFGGVVELR |  | MAVNKAGPVV |
| TDNGNFILDW |  | KFDRVHKWSE |  | VNTAIKMIPG |  | VVDTGLFINM |  | AERVYFGMQD |
| GSVNMREKPF |  | C          |  |            |  |            |  |            |

A: Аланін

C: Цистеїн

D: Аспарагінова кислота

E: Глутамінова кислота

F: Фенілаланін

G: Гліцин

H: Гістидин

I: Ізолейцин

K: Лізин

L: Лейцин

M: Метіонін

N: Аспарагін

P: Пролін

Q: Глутамін

R: Аргінін

S: Серин

T: Треонін

V: Валін

W: Триптофан

Кодований геном білок за функціями належить до ізомераз, фосфопротеїнів. 